# スポロガム
スポロガム（SPORO GUM）は、かつて江崎グリコが製造販売していたチューインガム食玩。

## 概要
乳酸菌が含まれており、単なる食玩に留まらず「子供に安心して与えられるお菓子」という位置付けがなされていた。これはグリコーゲンが含まれているグリコや、スポロガム同様乳酸菌が含まれているビスコ等、江崎グリコの子供向け菓子の多くに共通している点である。ちなみに『スポロガム』という商品名は「ラクトバチルス・スポロゲネス(Lactobacillus sporogenes)」（有胞子乳酸菌）に由来するもので、子会社のグリコ乳業が製造している乳酸菌飲料『スポロン』も同じ由来によるネーミングである。
パッケージは長辺10cm弱の細長い立方体で、男の子向けと女の子向けの2種類があった。中味は乳白色の甘みの強い板ガムで、包みを開くとガム本体に乗り物あるいは動物などを描いたイラストが型抜きされており、これを切り抜いて順番に食べるなどできた。しかし、ガムはパッケージ容量の半分しか占めておらず、もう半分はおまけが占めるという贅沢なつくりだった。おまけは樹脂製の完成品もしくは簡単な組み立て式で、男の子向けには列車や客船など、女の子向けにはキッチンや家具を模したものなど、グリコ同様にデフォルメされたものだったが、グリコより大きな容量を活かした玩具性の高さによって差別化されていた（一例として、テレビCMにも登場した機関車のおまけは、3両編成の連結式で車輪が6つもあった）。